# 2 thermidor
2 messidor 2 fructidor
Le duodi 2 thermidor, officiellement dénommé jour du bouillon-blanc, est le 302e jour de l'année du calendrier républicain.
C'était généralement le 20e jour du mois de juillet dans le calendrier grégorien.